# Уже можно
«Уже можно» (англ. My Super Sweet 16) — это американский сериал в формате реалити-шоу, в котором рассказывается о жизни подростков, обычно в США, Канаде и Великобритании, обычно с богатыми родителями, которые устраивают пышные, роскошные и дорогостоящие празднования совершеннолетия. Вечеринки делились на кинсеаньеру (сладкие 15), сладкие 16 и другие дни рождения, такие как сладкие 21 (который транслировался во время весенних каникул на MTV) и супер-свэг 18. Шоу транслировалось по MTV с 18 января 2005 года по 11 сентября 2017 года. Опенинг — «Сладкие 16» в исполнении Хилари Дафф.

## Спин-офф
У сериала было два спин-оффа, «Exiled» и «The Real Deal», которые завершились к 2010 году. Шоу также освещали ряд вечеринок, посвящённых совершеннолетию знаменитостей. Bow Wow, Шон Кингстон, Aly & AJ, Крис Браун, Soulja Boy и Тейяна Тейлор открыли свои вечеринки для проекта. Существует также британская версия программы и испанская под названием «Quiero mis quinces» или «Super Dulces 16» производства телеканала MTV.
В 2008 году MTV запустил спин-офф под названием «Exiled». В нём родители участников «My Super Sweet 16» отправляют своих подростков в отдалённые страны, чтобы посмотреть, выживут ли их «сладкие шестнадцатилетки» в суровых условиях. В 2009 году MTV анонсировали новое дополнение к франшизе, «Уже можно. Но очень страшно!», фильм ужасов, основанный на концепции шоу, который вышел в эфир 23 октября 2009 года и за которым последовали два продолжения: «Уже можно. Но очень страшно! — 2» (2010) и «Уже можно. Но очень страшно! — 3» (2012).
В марте 2010 года MTV International сделали заказ у Maverick TV в Великобритании на создание новой международной версии франшизы «Уже можно». Кастинг на сериал из 10 эпизодов начался по всему миру. Бренд был расширен, чтобы задействовать участников в возрасте от 13 до 24 лет. Сериал завершил свой показ.

## Критика и отзывы
Британский сатирик Чарли Брукер беззаботно критиковал шоу в передаче «Charlie Brooker’s Screenwipe» на канале BBC Four, характеризуя его как «бессердечное представление всего, что не так с нашей неустойчивой так называемой цивилизацией». Он описывает главных героев, говоря, что «каждый эпизод повествует о невероятно избалованном богатом и крошечном паршивце, который готовится устроить презренно роскошную вечеринку совершеннолетия для себя и своих визжащих друзей-говнюков». Он предположил, что «шоу должно быть, вербовка Аль-Каиды». Тем не менее, он добавил, что «это именно то чувство, которое шоу намеревалось вызвать — он даже более эффективен в создании мгновенных объектов ненависти, чем „Большой Брат“, и это о чём-то говорит».
Одри Рейес, одна из подростков, сорвалась и накричала на свою мать и сказала, что «ненавидит» её после того, как получила новый Lexus SC430 стоимостью 67 000 долларов США, не в день вечеринки. Однако после того, как эпизод вышел в эфир, она извинилась за истерику.
В ретроспективе женское издание «Bustle» определило «основные 14 элементов (или тропов), которые произошли в большинстве эпизодов, которые сделали его сверхновой среди других, которой он действительно является», в том числе:
- «именинная истерика» (именинник или именинница будут плакать, кричать, топать или жаловаться на то, что это их день рождения, и они будут делать всё, что хотят);
- «постоянная агрессивность» виновника(цы) торжества по отношению к родителям с требованиями больше денег;
- «чрезмерно декадентские наряды»;
- организатор, которому «заказали эти неисполнимые праздники»;
- превышение бюджета;
- «обязательная праздничная драка», когда появляются незваные гости;
- большие, дорогие автомобили в качестве подарков на день рождения;
- звезда, выступающая на вечеринке.

Бобкэт Голдтуэйт отметил, что просмотр марафона «Уже можно» вдохновил его на создание своего скандального фильма «Боже, благослови Америку». До прихода славы в кинематографе Дженнифер Лоуренс дебютировала на экране в рекламе сериала, изображающего вымышленный сценарий (хотя она никогда не снималась в самом сериале).

## Отражение в массовой культуре
- Хип-хоп-исполнитель Common упомянул «Уже можно» и «Exiled» в строчке своего сингла «The Game»: «Я смотрю „Уже можно“, капризных богатеньких деток, которые не знают, что по жизни надо держаться до конца».
- В фильме Братц персонаж по имени Мередит устраивает вечеринку «Super Sweet 16», которую снимает MTV[10].
- Шоу было спародировано в эпизоде «Южного парка» («Ад на Земле 2006») от Comedy Central, который транслировался 25 октября 2006 года. Сатана намеревался устроить переходящую границы разумного вечеринку по случаю Хэллоуина. Его поведение отражало капризы героев шоу «Уже можно», готовящихся к своему дню рождения. В конце концов, когда Сатана осознаёт свое безумие, аудитория считает сладких шестнадцатилеток «хуже сатаны»[11]. Такое презрение создатели выразили к шоу, которое, по их словам, столь же оскорбительно, как и «Южный парк», за исключением того, что «Южный парк» высмеивает оскорбительное поведение, а «My Super Sweet 16» воспевает его: «Это, вероятно, самое отвратительное и мерзкое шоу из когда-либо созданных». Далее они сказали, что «где мы бы подкалывали людей, которые так себя ведут, но на „Уже можно“ девушки ведут себя так ужасно, и их прославляют за это в конце, демонстрируя маленьким девочкам по всей стране образец для подражания». Трей Паркер далее прокомментировал: «Я могу сказать… каждая девушка, которая была на этом шоу „Уже можно“, это зло. Это злой ужасный человек. Вот и всё»[12].
- В 2016 году по случаю своего 60-летия американский актёр Брайан Крэнстон (известный по роли Уолтера Уайта в фильме «Во все тяжкие») снялся в пародии под названием «Уже можно—60» для «Джимми Киммел в прямом эфире», где Киммел выступил в качестве организатора, с различными приглашёнными звёздами, включая исполнителя Сиско[7].
- Шоу было спародировано в четвёртом сезоне «Робоцыпа» в скетче под названием «Энни уже можно». Эпизод повторяет формат шоу с участием Энни Уорбакс из комикса «Сиротка Энни».
- На партнёрском канале Tr3s программа Quiero Mis Quinces демонстрирует латиноамериканские традиции организации кинсеаньеры[13].

## Распространение
В июне 2018 года было объявлено, что сериал будет транслироваться на канале Hulu. В настоящее время он также выходит в эфир на MTV Teen на сервисе Pluto TV. С 15 июля 2019 года TeenNick запустил трансляцию сериала.